# Мнацаканян, Армен Сергеевич
Армен Сергеевич Мнацаканян (1918—1991) — советский конструктор космической техники, разработчик системы автоматической стыковки космических аппаратов «Игла», главный инженер НИИ точных приборов (НИИ-648).

## Краткая биография
Армен Сергеевич Мнацаканян родился 7 ноября 1918 года, скончался в 1991 году. Его прах был похоронен в колумбарии Новодевичьего кладбища.
В 1941 году А. С. Мнацаканян окончил МЭИ, получив диплом инженера-электрика. В годы Великой Отечественной войны окончил офицерские курсы, после чего воевал на Ленинградском фронте.
По окончании войны работал в Новороссийском торговом порту, где занимался восстановлением разрушенных во время войны систем связи.
В 1951 году окончил аспирантуру и защитил докторскую диссертацию.

## Работа в НИИ-648 и разработка системы «Игла»
Именно разработка системы «Игла» позволила получить возможность создания орбитальных станций для долговременного пребывания на них космонавтов.
Мнацаканян возглавлял НИИ-648 (ныне Научно-исследовательский институт точных приборов) в тот момент, когда была поставлена задача по разработке такой системы. Работы по созданию стыковочной системы начались в 1962 году, а первая успешная стыковка с её применением была проведена в 1967 году.
Мнацаканян пришёл работать в НИИ-648 в начале 50-х годов XX века, и в 1961 году возглавил это НИИ, руководителем которого оставался вплоть до 1976 года.
Из НИИ-648 в 1976 году Мнацаканян уволился по собственному желанию после того, как космический корабль «Союз-23» не смог провести стыковку.

## Работа за пределами НИИ-648
По окончании работы в НИИ-648 Армен Сергеевич Мнацаканян работал преподавателем в Московском институте радиотехники, электроники и автоматики (МИРЭА).
Похоронен на Новодевичьем кладбище (уч. 6).

## Награды
Армен Сергеевич Мнацаканян имел следующие награды: Ленинская премия, орден Ленина, орден Трудового Красного знамени, орден Красной звезды. Помимо этого, также имел ряд медалей.